# Ethephon
L'ethephon è uno dei regolatori della crescita vegetale più usati.
Viene trasformato dalle piante in etilene, un potente ormone vegetale.
Viene largamente usato su piante di grano, caffè, tabacco, cotone e riso, al fine di aiutare i frutti delle piante a raggiungere la maturazione più rapidamente.